# لئو گن
لئو گن (انگلیسی: Leo Genn؛ ۹ اوت ۱۹۰۵ – ۲۶ ژانویهٔ ۱۹۷۸ هنرپیشه اهل بریتانیا بود.
از فیلم‌ها یا برنامه‌های تلویزیونی که او در آن نقش داشته است می‌توان به هنری وی، کو وادیس و قاضی خونخوار اشاره کرد.